# Gösta Lindberg (sångare)
Gustaf "Gösta" Efraim Lindberg, född 17 mars 1891 i Axvall i Skaraborgs län, död 18 maj 1971 i Stockholm, var en svensk operasångare (baryton) och skådespelare.
Lindberg var son till stationsinspektoren Albert Lindberg och Josefina Nyman. Han tog studentexamen i Skara 1910 och studerade därefter i Uppsala. Han bedrev även sångstudier för Ragnar Hultén och var 1926–1927 elev vid Operaskolan. Han var 1927–1944 engagerad som barytonsångare vid Kungliga Teatern. Han tog kyrkosångsexamen 1928 och var 1929–1957 kantor i Tyska kyrkan. Han var även verksam som sångpedagog.
Lindberg kom endast att medverka i en film, Anderssonskans Kalle, där han spelade rollen som polis.
Han var från 1936 gift med operasångaren Göta Allard. Paret ligger begravt på Skogskyrkogården i Stockholm.

## Filmografi
- 1922 – Anderssonskans Kalle